# Distretto di Atalaya
Il distretto di Atalaya è un distretto di Panama nella provincia di Veraguas con 10.205 abitanti al censimento 2010

## Geografia antropica

### Suddivisioni amministrative
Il distretto è suddiviso in cinque comuni (corregimientos):
- Atalaya
- El Barrito
- La Montañuela
- La Carrillo
- San Antonio